# C/1980 E1 (Bowell)
C/1980 E1 est une comète hyperbolique du système solaire découverte par Edward L. G. Bowell le 11 février 1980. Il s'agit de la comète la plus hyperbolique connue, passée à 0,22 ua de Jupiter, les interactions gravitationnelles l'ayant alors éjectée sur une orbite très hyperbolique (excentricité de 1,05).
Depuis février 2008, la comète est à plus de 50 ua du Soleil.